# كينتو كاواتا
كينتو كاواتا (باليابانية: 川田 拳登) (9 يوليو 1997 في فوكوكا في اليابان – )؛ هو لاعب كرة قدم كان يلعب كمدافع.

## وصلات خارجية
- كينتو كاواتا على موقع رابطة كرة القدم اليابانية للمحترفين (اليابانية)
- كينتو كاواتا على موقع قاعدة بيانات كرة القدم.إي يو (الإنجليزية)
- كينتو كاواتا على موقع Soccerway.com (الإنجليزية)
- كينتو كاواتا على موقع عالم كرة القدم.نت (الإنجليزية)